# عشق چیست
«عشق چیست» (انگلیسی: What Is Love) ترانه‌ای از خوانندهٔ ترینیدادی-آلمانی، هاداوی است که به عنوان تک‌آهنگ آغازین از نخستین آلبوم او با عنوان آلبوم (۱۹۹۳) منتشر شد. این قطعه که ترانه‌سرایی و تهیه‌کنندگی آن را دی دی هالیگان و کارین هارتمان-آیزنبلتر بر عهده داشتند، در ژانویه ۱۹۹۳ توسط کوکونات رکوردز منتشر شد. این ترانه در سراسر اروپا با استقبال گسترده‌ای روبه‌رو شد و در حداقل ۱۳ کشور به جایگاه نخست جدول‌های موسیقی رسید؛ همچنین در آلمان، سوئد و بریتانیا تا رتبهٔ دوم صعود کرد. این تک‌آهنگ در خارج از اروپا، در ایالات متحده به رتبهٔ یازدهم، در استرالیا به رتبهٔ دوازدهم، در کانادا به رتبهٔ هفدهم و در نیوزیلند به رتبهٔ چهل و هشتم جدول موسیقی دست یافت.
«عشق چیست» در جوایز اکو آلمان در سال ۱۹۹۴ دو جایزه در بخش‌های «بهترین تک‌آهنگ ملی» و «بهترین تک‌آهنگ رقص ملی» برای هاداوی به ارمغان آورد. موزیک ویدئوی این ترانه به کارگردانی فولکر هانوکر ساخته شد و در شبکه‌هایی مانند ام‌تی‌وی اروپا پخش گسترده‌ای داشت. این ترانه همچنان به عنوان اثر شاخص هاداوی شناخته می‌شود و در فرهنگ عامه، به ویژه به واسطهٔ حضور در برنامه‌های تلویزیونی مانند پخش زنده شنبه شب، جایگاه ویژه‌ای دارد.